# Miró II d'Urgell
Miró II d'Urgell fou vescomte d'Urgell que succeí al seu pare Guillem I d'Urgell cap a 1035.
Es va casar dues vegades: la primera amb Gerberga de Tost, i la segona amb Guisla. Va tenir quatre fills: Ramón I d'Urgell, que el va succeir (fill de Gerberga), Renard, Pere i Guillem (no se sap a quina esposa correspon cadascun). Va morir en 1079.